# Phelipara flavovittata
Phelipara flavovittata är en skalbaggsart som beskrevs av Stefan von Breuning 1965. Phelipara flavovittata ingår i släktet Phelipara och familjen långhorningar.
Artens utbredningsområde är Laos. Inga underarter finns listade i Catalogue of Life.